# Säffle SK
Säffle SK är en idrottsförening i Säffle i Värmland med verksamhet inom fotboll, innebandy och parasport. Föreningen bildades den 11 november 2019 genom sammanslagning av SK Sifhälla och Säffle FF. I fotboll spelade föreningens herrlag i division II 2022 medan damlaget degraderades från division I. I innebandy spelar herrlaget i division V.